# Новое (Галичский район)
Новое — деревня в составе Дмитриевского сельского поселения Галичского района Костромской области России.

## География
Деревня расположена на берегу речки Пунда или Афонасовка

## История
Согласно Спискам населённых мест Российской империи в 1872 году сельцо Новое относилось к 1 стану Галичского уезда Костромской губернии. В нём числился 1 двор, проживало 10 мужчин и 16 женщин.
Согласно переписи населения 1897 года в деревне проживало 39 человек (19 мужчин и 20 женщин).
Согласно Списку населённых мест Костромской губернии в 1907 году усадьба Новое относилась к Яхнобольской волости Галичского уезда Костромской губернии. По сведениям волостного правления за 1907 год в ней числилось 7 крестьянских дворов и 55 жителей. В усадьбе имелись кирпичный и масляный заводы, ветряная мельница. Основным занятием жителей усадьбы были плотницкие работы.
До муниципальной реформы 2010 года деревня входила в состав Кабановского сельского поселения.